# 屈佩尔利
屈佩尔利（法語：Cuperly，法語發音：[kypɛʁli]）是法国马恩省的一个市镇，属于香槟沙隆区。

## 地理
屈佩尔利（49°3'44"N, 4°25'53"E）面积20.92 平方千米，位于法国大東部大區马恩省，该省份为法国东北部内陆省份，北起阿登省，西北接埃纳省，西南接塞纳-马恩省，南至奥布省，东南接上马恩省，东临默兹省。
与屈佩尔利接壤的市镇（或旧市镇、城区）包括：拉谢普、叙普河畔容什里、圣艾蒂安欧唐普勒、叙普、瓦德奈。

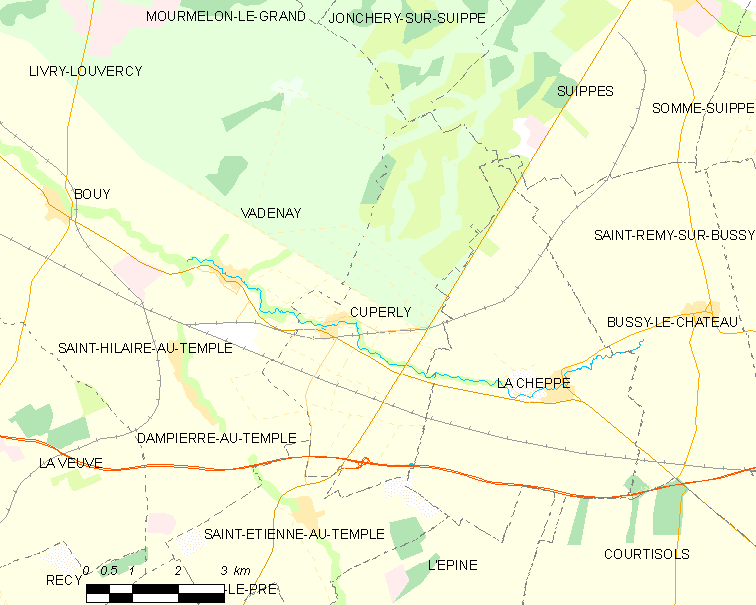
屈佩尔利的OSM定位图

屈佩尔利的时区为UTC+01:00、UTC+02:00（夏令时）。

## 行政
屈佩尔利的邮政编码为51400，INSEE市镇编码为51203。

## 政治
屈佩尔利所属的省级选区为阿戈讷-叙普-韦勒县。

## 人口

1962-2008年间屈佩尔利人口变化图示

屈佩尔利于2022年1月1日时的人口数量为219人。